# Bobby Tucker
Bobby Tucker né Robert Nathaniel Tucker (8 janvier 1923 - 12 avril 2007) est un pianiste et arrangeur à l'époque du jazz des années 1940 aux années 1960. Il est surtout connu pour avoir été l'accompagnateur de Billie Holiday de 1946 à 1949 et de Billy Eckstine de 1950 à 1993.